# Giuseppe Ciancio
Giuseppe Ciancio (Piazza Armerina, 19 marzo 1858 – Albano, 2 marzo 1932) è stato un generale italiano, che durante il corso della prima guerra mondiale fu dapprima comandante della 19ª Divisione e poi del XIII Corpo d'armata. Insignito della Croce di Ufficiale dell'Ordine militare di Savoia.

## Biografia
Nacque a Piazza Armerina il 19 marzo 1858, ottavo figlio di Mariano e Faustina Cammarata, e a 4 anni rimase orfano di padre. 
Dopo aver studiato nella sua cittadina natale, si trasferì quattordicenne a Catania per frequentare il liceo
Nell'ottobre del 1875 entrò nella Regia Accademia Militare di Fanteria e Cavalleria di Modena, e nel 1876 si trasferì alla Regia Accademia Militare di Artiglieria e Genio di Torino, da cui uscì con i gradi di sottotenente nel 1879. Tenente nel 1873, fu promosso capitano nel 1887, operò in forza alla Divisione militare di Napoli.
Sposatosi nel 1890 con la signorina Elena Nitard Ricord (franco-russa), ebbe cinque figli, Sergio, Renato, Miriam, Lidia e Massimo.
Nel 1892 fu trasferito in servizio al XII Corpo d'armata del Regio Esercito di stanza a Palermo, prima di essere promosso maggiore nel 1894. Fu successivamente trasferito a Siracusa e poi a Noto. Nel 1896 viene trasferito a Verona, rimanendovi anche dopo la promozione a tenente colonnello.
Nel 1903 è promosso colonnello e trasferito a Torino, in veste di comandante del 60º Reggimento fanteria "Calabria" Dopodiché fu trasferito ad Ancona in qualità di Capo di stato maggiore del VII Corpo d'armata. Nel 1909 diviene maggior generale e spostato a Verona, assunse il comando della Brigata fanteria "Re".
Nel corso del 1911 prende parte alla guerra italo-turca dapprima come comandante di una delle quattro brigate del Corpo di spedizione, e poi comandò le operazioni di messa in sicurezza della città cirenaica di Bengasi.
Nel 1912 divenne Capo di Stato Maggiore del Corpo di Spedizione italiano in Libia per poi essere chiamato a fungere da Governatore militare di Tripoli.
Nel 1913, promosso Tenente generale, è assegnato a Ravenna per assumere il comando della locale Divisione Militare. La fama accresciutasi nella propria città natia fa sì che venga candidato alla Camera dei deputati del Regno d'Italia per il collegio di Piazza Armerina, risultando eletto per la XXIV Legislatura nelle file dei Liberali.
A Ravenna organizza l'opera di repressione dei moti cittadini (la cosiddetta "Settimana rossa", per l'incidenza avuta su di essi dall'ideologia socialista), che sconvolsero Ancona e la Romagna - con riflessi però anche a Ravenna - tra il 7 e il 14 giugno 1914.

### Nella prima guerra mondiale
Nel 1915, poco dopo aver assunto il comando della Divisione Militare di Napoli, l'inizio delle operazioni italiane nella prima guerra mondiale lo vede partire nel mese di maggio per il fronte, assegnato al comando della 19ª Divisione (Brigate Siena e Bologna) del X Corpo d'armata, a disposizione del Comando supremo.
Nell'ambito della prima battaglia dell'Isonzo, ed in forza alla III Armata del Duca d'Aosta, fu subito impiegato sul Carso avanzando con la Brigata "Siena" in direzione di Sagrado, Polazzo e Fogliano Redipuglia.
Dopo altre tre battaglie sull'Isonzo, nel gennaio 1916 fu promosso al comando del XIII Corpo d'armata, schierato a sud di Gradisca. Al comando di tale unità si distinse particolarmente, tanto da venire insignito con la Croce di Ufficiale dell'Ordine militare di Savoia
Il 2 giugno 1917 il suo Corpo d'armata viene trasferito nelle retrovie per riorganizzarsi ed è rimpiazzato in prima linea dal XXIII Corpo d'armata del generale Armando Diaz. L'8 giugno lasciò il comando ed è messo a disposizione del Ministero della guerra e, ritornato a Roma, riprese il suo posto nel Parlamento.
Nell'aprile del 1918 assunse il comando del Corpo d'armata di Ancona, e l'anno seguente non si ripresentò alle elezioni politiche, lasciando il servizio attivo nel 1920.
Ritiratosi a vita privata ad Albano Laziale, svolse qui le funzioni di Regio Commissario al Comune per un anno, e qui rimase senza voler ricoprire in quel periodo fascista alcun altro incarico politico. Il 1 febbraio 1923 fu promosso generale di corpo d'armata a titolo onorifico. Si spense ad Albano Laziale il 2 marzo 1932.

### Annotazioni
1. ↑  A quell'epoca Piazza Armerina ne era priva.
2. ↑  Il figlio Massimo morì prematuramente a 13 anni per una caduta da un muretto.
3. ↑  Suo diretto superiore per due anni fu Emanuele Filiberto Duca d'Aosta (1869-1931) che lo ebbe in grande stima.
4. ↑  Rifiutò dapprima la nomina a prefetto di Palermo, e nel 1924 quella di Governatore della Tripolitania perché il Duce pretendeva da lui una lettera di dimissioni in bianco, firmata e senza data.

### Fonti
1. 1 2 3 4 5 6 7  Cronoarmerina1.
2. 1 2 3 4 5 6 7  Cronoarmerina2.
3. 1 2 3 4  Cronoarmerina3.
4. 1 2 3 4 5  Cronoarmerina4.
5. ↑  Regio Decreto del 22 luglio 1923, registrato alla Corte dei Conti lì 13 agosto 1923, registro 263, foglio 268.
6. ↑   Ufficiale dell'Ordine Militare d'Italia, su quirinale.it. URL consultato il 19 luglio 2019.
7. ↑  Gazzetta Ufficiale del Regno d'Italia n.198 del 25 agosto 1910, p.4567.
8. ↑  Gazzetta Ufficiale del Regno d'Italia n.86 del 13 aprile 1925, pag.1342.
9. ↑  Gazzetta Ufficiale del Regno d'Italia n.305 del 15 dicembre 1915, p.7056.